# Войцех Пестка
Войцех Пестка (пол. Wojciech Pestka; *27 листопада 1951, Пйонкі — 3 квітня 2023) — польський поет, прозаїк, перекладач. Член Товариства польських письменників, Товариства польських журналістів. Стипендіат Міністерства культури і національної спадщини Польської Республіки.

## Життєпис
Закінчив факультет математики Люблінського університету ім. Марії Кюрі-Склодовської.
Як поет дебютував у студентські роки, публікувався в «Kamenie», належав до поетичної групи «Сансара». Займався науковими дослідженнями, працював садівником і програмістом, багато мандрував Центрально-Східною Європою.
Лауреат багатьох нагород, у тому числі Нагороди маршала воєводства Мазовецького (2010) за літературні досягнення, Міжнародної літературної премії ім. Григорія Сковороди «Сад божественних пісень» (2012), Міжнародної літературної премії ім. Миколи Гоголя «Тріумф» (2013), літературної премії ім. Болеслава Пруса (2013), Нагороди Товариства польських журналістів ім. Казімежа Дзевановського (2017). Нагороджений ювілейною медаллю «За вірність заповітам Кобзаря» Українського фонду культури (2015).
Твори письменника публікувалися у журналах «Twórczość» («Творчість»), «Odra» («Одра»), «Lublin» («Люблін») і перекладалися німецькою, англійською, російською, українською та латиською мовами.
Вірші та оповідання друкувалися в українських виданнях «Літературна Україна», «Гранословіє», «Березіль».

## Творчість

### Поезія
«Звичайна розмова» (Ченстохова, 1976)
«Місто» (Ченстохова, 1976)
«Десять віршів для Гроша» (Люблін, 2005) — головна нагорода на конкурсі Люблінського відділення Товариства польських письменників за найкращу поетичну книжку року, («Стихи для Грошки» у перекладі Сєрґєя Морейно, Москва, 2013)
«Сніданок з Гамлетом» (переклад Василя Слапчука, Луцьк, 2016)
«Spacer po linie / Мандрівка линвою» (спільно з Анною Багряною, двомовне видання, Львів, 2008)
«Три на три» (у співавторстві з Майрою Асаре та Сєрґєєм Морейно, Радом, 2010)

### Проза
«Ballada o żyletce» (Варшава, 2009)
«До побачення у пеклі» (Варшава, 2009) — відзначена нагородою маршалка Мазовецького воєводства та номінована на нагороду імені Ю. Мацкевича за найкращу історичну працю
«До побачення у пеклі» (Львів, 2012)
«Як мало… Йозеф Гацкій (1805—1876), біографічний нарис» (Радом, 2012)
«Розкажіть своїм» (Краків, 2013)
«Mój mąż frajer» (Краків, 2017)
«Bezsenne» (Люблін, 2021)

### Переклади
Анна Багряна, «Wyśnij mnie» (Ченстохова, 2008)
Павло Щириця, «Uobecnienie legendy / Оприсутнення Легенди» (спільно з Івоною Василевською, двомовне видання, Київ, 2010)
Василь Слапчук, «Жінка зі снігу / Kobieta ze śniegu» (спільно з Івоною Василевською, Люблін, 2012)
Василь Слапчук «Книга забуття / Księga zapomnienia» (Краків, 2014)
Павло Ляхнович "Чароўная значка\Magiczna odznaka " (Люблін, 2020)
Василь Слапчук «Та сама курява дороги / Ten sam kurz drogi» (Люблін, 2021)
Сергей Морейно «Холодное пламя Ганзы / Zimny płomień Hanzy» (Ченстохова, 2021)

### Кіносценарії
«Leo zawodowiec» — сценарій документального фільму 52’ (2015)
«Klecha» — сценарій фільму 112’ (за мотивами роману «Розкажіть своїм», співавтор, 2017)

### Записи
«На поверхні дзеркала. Три рази по п'ять» (студійні записи разом з латиською поеткою Майрою Асаре та російським поетом Сєрґєєм Морейно, Рига, 2012)

## Громадська діяльність
Член журі Міжнародної літературної премії імені Григорія Сковороди «Сад божественних пісень» (2016).

## Відзнаки
- Почесна відзнака «Заслужений діяч польської культури»[14],
- Диплом Журі Міжнародної літературної премії імені Юзефа Лободовського (Польща, 2015).
- Медаль «Івана Мазепи» (2016)[15].